# Bevervoordekerk
De Bevervoordekerk is een kerkgebouw van de vrije Oud Gereformeerde Gemeente aan de Bevervoorde in Rijssen in de Nederlandse provincie Overijssel. 
De kerk is gebouwd in 1939 in een traditionele stijl, die ook wel andreaskruiskerken genoemd worden. De oorsprong van de gemeente ligt in 1838, toen een christelijke afgescheiden gemeente in Rijssen werd geïnstitueerd. Hieruit kwam in 1883 een vrije gemeente voort met als naam Zelfstandige Christelijke Gemeente. In 1922 sloot men zich aan bij de Federatie van Oud Gereformeerde Gemeenten. Ds. Van Wier en de andere leden van de kerkenraad besloten echter zich bij een breder verband aan te sluiten, dat werden de Gereformeerde Gemeenten, een kerkgenootschap onder leiding van Gerrit Hendrik Kersten. Ds. Van Wier zag op het laatste moment af van aansluiting vanwege gemoedsbezwaren. Op Hemelvaartsdag 1933 werd hem de toegang tot de kansel geweigerd. Een gedeelte van de gemeente bleef haar predikant trouw en de volgende zondag werd gepreekt in een woonhuis op de hoek van Wal- en Bouwstraat. Na eerst in een houten noodkerk aan de Weijerd vergaderd te hebben werd in 1939 een nieuwe kerk gebouwd aan de Bevervoorde. Begin jaren 60 na het overlijden van ds. Van Wier trad de gemeente uit het kerkverband van de Oud Gereformeerde Gemeenten en werd zo een Vrije Gemeente. Predikanten van de gemeente waren de genoemde J. van Wier, gevolgd door H. Vosman, A. Kot, J. Goudriaan, J. van Prooijen en  C.L. Onderdelinden.

## Orgel
Het orgel is gebouwd in 1898 en afkomstig uit de Gereformeerde Kerk in Den Ham. In 1982 is dit orgel verkocht en geplaatst in de Bevervoordekerk. De dispositie is als volgt:
- Bourdon 16 B/D;
- Prestant 8;
- Gamba 8;
- Holpijp 8;
- Octaaf 4;
- Fluit 4;
- Quint 3;
- Octaaf 2;
- Mixtuur;
- Trompet 8 B/D;